# ГЕС Lālāshān
ГЕС Lālāshān (拉拉山水电站) — гідроелектростанція у центральній частині Китаю в провінції Сичуань. Входить до складу каскаду на річці Бачу, лівій притоці Дзинші (назва верхньої течії Янцзи).
В межах проекту річку перекрили бетонною греблею висотою 26 метрів та довжиною 133 метра. Вона утворила невелике водосховище з об'ємом 1096 тис. м3 та корисним об'ємом 604 тис. м3 (після замулювання ці показники повинні скласти 596 тис. м3 та 461 тис. м3 відповідно), в якому припустиме коливання рівня між позначками 2999 та 3004 метри НРМ.
Зі сховища через лівобережний гірський масив прокладено дериваційний тунель, який транспортує воду до розташованого менш ніж за три кілометри машинного залу. При цьому, оскільки Бачу після греблі описує велику петлю, відстань між цими ж пунктами по руслу складає 23,5 км.
Основне обладнання станції становлять дві турбіни типу Френсіс потужністю по 48 МВт, які використовують напір у 213 метрів та повинні забезпечувати виробництво 411 млн кВт-год електроенергії на рік.